# دمشق يا بسمة الحزن (رواية)
دمشق يا بسمة الحزن رواية تاريخية اجتماعية سورية للكاتبة إلفة الإدلبي كتبتها عام 1980، تدور أحداثها في دمشق أثناء الاستعمار الفرنسي، وتروي من خلالها حياة فتاة تدعى صبرية تعيش مع أسرتها المكونة من الأب والأم وثلاث إخوة هم راغب، محمود، وسامي، في ظل الاحتلال الفرنسي وتتناول علاقتها مع أشقائها وقصة حبها من عادل ابن الخباز ومعاناتها من قيود المجتمع الذكوري. عرض مسلسل بعنوان بسمة الحزن في عام 1992 مقتبس من الرواية، كما عرض فيلم عام 2008 يحمل نفس عنوان الرواية.

## كاتبة الرواية
إلفة الإدلبي هي كاتبة وأديبة سورية (1912-22 مارس 2007) ولدت في دمشق أبوها أبو الخير عمر باشا وأمها نجيبة الداغستاني وهي البنت الوحيدة بين خمسة أخوة ذكور. لها عدد من القصص والروايات والدراسات الأدبية، منها رواية «حكاية جدي»، «عصي الدمع»، ومجموعة قصصية بعنوان «وداعا يا دمشق»، ورواية «دمشق يا بسمة الحزن»، وسجلت اسمها كواحدة من أكبر الأديبات السوريات والعرب، حصلت على العديد من شهادات التقدير والجوائز السورية والعالمية.

## موضوع الرواية
تدور أحداث الرواية في جو وطني ثائر على المستعمر تتناول من خلاله محور الثورة والمرأة والمجتمع، مع التركيز على المحور الأساسي وهو المرأة ومعاناتها ومحاولة تحررها من قيود المجتمع ممثلة ببطلة الرواية صبرية الفتاة المثقفة، الناجحة، التي تحب المطالعة وأتمت دراستها بنجاح يؤهلها لدخول دار المعلمات، كانت تعاني من أبيها وأخويها راغب ومحمود بسبب عقليتهما المتعصبة، أما أخاها سامي فقد كان رافضا جميع القيود التعصبية التي كبلت المجتمع والمرأة خاصة.
ورغم تلك الصعوبات تعيش صبرية قصة حب مع عادل ابن خباز حارتها حيث كان يحضر لهم الخبز فتفتح له الباب وتأخذه منه متبادلة معه النظرات التي فيما بعد تحولت إلى أحاديث وتبادل للقصائد الرومنسية والروايات، حيث كانا يعلمان على عبارات متفرقة تحكي حالهما وحبهما. وفي ظل تمادي المستعمر الفرنسي تتفجر الثورة في جبل العرب ممتددة إلى حماة وحلب والجولان ثم إلى الغوطة، ويلتحق الرجال والشبان بالثورة وكان سامي وعادل منهم، يستشهد سامي ويعود عادل الذي تقوى علاقته بـ صبرية ويرسل والدته لخطبتها فتطرد من المنزل بسبب الفرق الاجتماعي بينهم فهي ابنة تاجر وهو ابن خباز، ولكن صبرية ترفض الاستسلام والتخلي عن عادل وتتفق معه على الزواج سرا والهروب، إلا أن مرض أمها المفاجئ يفشل خطتها وتبقى إلى جانب والدتها، ويُغتيال عادل. وفي أحد الأيام تقود مظاهرة ضد الفرنسين ممثلة زميلاتها في دار المعلمين، وعندما تعود تستقبل بالضرب والشتائم من قبل أخويها وأبيها وأمها، وتمنع من مغادرة المنزل، ولكن الضربة التي قضت عليها هي عندما علمت أن من دبر أمر اغتيال عادل هو شقيقها غالب، فتقرر أن تنهي حياتها معلقة بشجرة النارنج التي كانت دائما تستظل بظلها.
تم تحويل الرواية في عام 1992إلى مسلسل درامي تحت عنوان «بسمة الحزن» من سيناريو رفيق الصبان وإخراج المخرج لطفي لطفي، وفي عام 2008 تم تحويلها إلى فيلم يحمل نفس اسم الرواية من سيناريو محمود عبد الواحد وإخراج ماهر كدو وبطولة كندة حنا.

## وصلات خارجية
- حلقات مسلسل بسمة الحزن على يوتيوب.